# Шарпантье, Луи
Луи Шарпантье (фр. Louis Charpentier; 1905—1979) — французский журналист, путешественник и популярный автор книг и смелых гипотез о тайнах готических соборов и тамплиеров. В последних он видел преемников цивилизации Атлантиды.

## Биография
Луи Шарпантье исходил весь Египет и Ливан, выполнял исследовательские миссии в исторической области римской Тингитаны, на месте битвы Геракла с Антеем, работая на администрацию Танжера (Марокко).
Обратив внимание на влияние мегалитов на животных и растения, он углубился в постижение всего «таинственного» (фр. mystères). Все шесть его книг содержат в названии слово «тайна».

## Творчество
- «Тайны Шартрского собора» / Les mystères de la cathédrale de Chartres (Париж, 1966)
- «Босэан. Тайна тамплиеров» / Les Mystères Templiers (П., 1967; русский перевод Е. В. Головина)
- «Гиганты и тайна их происхождения» / Les géants et le mystère des origines (П., 1969; русский перевод Е. Муравьевой, 1998)
- «Жаки и тайна де-Компостела» / Les Jacques et le mystère de Compostelle (П., 1971)
- «Тайна басков» / Le Mystère basque (П., 1975)
- «Тайна вина» / Le Mystère du vin (П., 1981)

## Гипотезы Шарпантье

### Атлантида
Трактуя происхождение рас эзотерически, Шарпантье полагал («Гиганты и тайна их происхождения», 1969), что гибель Атлантиды стала причиной расселения атлантов по планете и передачи другим основ земледелия, скотоводства и зачатков науки. Атлантов он видел легендарными гигантами, воздвигавшими на своём пути мегалиты (менгиры, кромлехи и дольмены). Согласно Шарпантье, легендарные постройки прошлого, например, храм Соломона, возводились по строительным навыкам атлантов, — как и европейские романские и готические соборы.
Шарпантье выражал восхищение друидами в галльских землях как могущественными магами доримского периода, поддерживавшими всеобщий мир и спокойствие. Именно их наследие было передано будущим тамплиерам.

### Тамплиеры
Тамплиерским тайнам посвящена отдельная книга (1967), где автор связывал организацию тамплиеров с древнееврейскими документами, а их миссию видел в достижении Ковчега Завета с Таблицами Закона для познания каббалистического ключа к «формуле Вселенной». Косвенные указания на это Шарпантье видел в том, что названные еврейские реликвии хранились в Иерусалиме — очаге христианской и мусульманской культур, а расцвет христианской цивилизации случился после начала крестовых походов, как и возникновение готической архитектуры.
Шарпантье видел в организации тамплиеров следы кельтского наследия, присутствие некой тайной доктрины и желание революции ради людской свободы и справедливости. Не веря в полное исчезновение тамплиеров, Шарпантье выражал свою симпатию как к ним, так и к масонству.

### Сакральная геометрия
Шарпантье занимался темой сакральной геометрии. В его книге «Гиганты и тайна их происхождения» идёт речь о проведённом когда-то территориальном планировании — как его задумывали наши предки для инициатических и эсхатологических целей. Шарпантье повествует о проведении на нынешней французской территории своего рода масштабной игры в гуся, выполнявшейся спиралевидно со времён неолита, и чьи «ходы» (этапы) отмечены мегалитическими памятниками. Как святилища, так и населённые пункты этого пути до сих пор носят названия, требующие расшифровки, включая мифологические имена, связанные, например, с кельтским богом Лугом (Лузин; отсюда знаменитая Мелюзина французских легенд), — имена из сказочно-фантастической литературы со Средневековья вплоть до XIX века.

### Баски
В книге «Тайны басков» (1975) Луи Шарпантье выстраивает множество теорий о происхождении басков и кроманьонцев. Последние могут быть из уцелевших атлантов, смешавшихся с красной расой эпохи неолита, чьи умершие изображались красной охрой и хоронились в позе эмбриона; это народы-изгнанники с затонувшей родины за Геркулесовыми столбами, причаливавшие к атлантическим берегам несколькими волнами. В Северной Африке их назовут «следовавшими за Гором». Постепенно покинув плато Тассилин-Адджер, в те времена бывшее степью, эти кроманьонские народы (земледельцы и кузнецы) заселят и обустроют, среди прочих земель, долину Нила, начав с Абидоса и принеся высочайший уровень культуры и духовности.
В своих книгах Шарпантье очень критически относится как к обществу потребления и капитализму, так и к христианству.